# Gerd Kische
Gerhard „Gerd” Kische (ur. 23 października 1951 w Teterow) – piłkarz niemiecki grający na pozycji prawego obrońcy.

## Kariera klubowa
Kische urodził się w mieście Teterow. Karierę piłkarską rozpoczął w tamtejszym klubie Einheit Teterow, w którym rozpoczął treningi w 1960 roku. W 1970 roku został zawodnikiem klubu Post Neubrandenburg, ale niedługo potem odszedł do Hansy Rostock i w jej barwach zadebiutował w rozgrywkach pierwszej ligi NRD. Od czasu debiutu był podstawowym zawodnikiem zespołu, ale nie osiągał z nią większych sukcesów w klubowej piłce. W 1975 roku spadł z Hansą do drugiej ligi, ale już w 1976 roku wywalczył z nią awans do pierwszej. Po roku gry w ekstraklasie NRD znów przeżył degradację, a w sezonie 1978/1979 ponownie grał w pierwszej, jednak doświadczył kolejnego spadku. W 1981 roku odszedł z Hansy, dla której rozegrał 248 meczów i zdobył 23 gole.
Kolejnym klubem w karierze Gerda był TSG Bau Rostock, a w sezonie 1983/1984 znów był zawodnikiem Post Neubrandenburg i w jego barwach zakończył piłkarską karierę.
| Sezon   | Klub          | Kraj | Rozgrywki | Mecze | Bramki |
| ------- | ------------- | ---- | --------- | ----- | ------ |
| 1970/71 | Hansa Rostock | NRD  | 1. liga   | 19    | 1      |
| 1971/72 | Hansa Rostock | NRD  | 1. liga   | 25    | 0      |
| 1972/73 | Hansa Rostock | NRD  | 1. liga   | 24    | 2      |
| 1973/74 | Hansa Rostock | NRD  | 1. liga   | 22    | 1      |
| 1974/75 | Hansa Rostock | NRD  | 1. liga   | 23    | 2      |
| 1975/76 | Hansa Rostock | NRD  | 2. liga   | ?     | ?      |
| 1976/77 | Hansa Rostock | NRD  | 1. liga   | 24    | 0      |
| 1977/78 | Hansa Rostock | NRD  | 1. liga   | ?     | ?      |
| 1978/79 | Hansa Rostock | NRD  | 1. liga   | 23    | 0      |
| 1979/80 | Hansa Rostock | NRD  | 1. liga   | ?     | ?      |
| 1980/81 | Hansa Rostock | NRD  | 1. liga   | 21    | 5      |

## Kariera reprezentacyjna
W reprezentacji NRD Kische zadebiutował 16 sierpnia 1971 w wygranym 1:0 towarzyskim spotkaniu z Meksykiem. W 1974 roku został powołany przez selekcjonera Georga Buschnera do kadry na Mistrzostwa Świata w RFN, jedyny mundial na którym uczestniczyła kadra NRD. Tam Gerd wystąpił we wszystkich meczach swojej drużyny: z Australią (2:0), z Chile (1:1), z RFN (1:0), z Brazylią (0:1), z Holandią (0:2) i z Argentyną (1:1). Natomiast w 1976 roku Kische zdobył z NRD złoty medal na igrzyskach olimpijskich w Montrealu - Niemcy wygrali 3:1 w finale z Polską. Karierę reprezentacyjną zakończył w 1980 roku po meczu z Węgrami (2:0), a w kadrze narodowej rozegrał 63 mecze.